# Estadio Hernando Siles
Estadio Hernando Siles i La Paz är Bolivias största fotbollsstadion med 42 000 sittplatser. Stadion är uppkallad efter landets 31:e president, Hernando Siles Reyes, som var president mellan 1926 och 1930. Stadion är belägen 3 637 meter över havet, vilket gör den till en av världens högst placerade stadion i världen. Den är hemmaarena åt Bolivias fotbollslandslag samt två bolivianska fotbollsklubbar; Club Bolívar och The Strongest.
Fram till maj 2007 tillät Fifa att Bolivias landslag spelade sina VM–kvalmatcher på arenan, trots protester från besökande landslag som yrkade på fördelar av spel på hög höjd. Den 27 maj 2007 beslutade Fifa att kvalmatcher till VM ej fick spelas över 2500 m ö.h. Efter protester beslutade Fifa den 27 juli 2007 att gränsen skulle höjas till 3000 m ö.h. med ett speciellt undantag för Estadio Hernando Siles.

### Fotnoter
1. ↑  ”Arkiverade kopian”. Arkiverad från originalet den 26 april 2013. https://archive.today/20130426002808/http://www.fifa.com/worldcup/archive/southafrica2010/organisation/media/newsid=552567/. Läst 23 mars 2012.
2. ↑  http://news.bbc.co.uk/sport2/hi/football/6244512.stm